# Мальцевское сельское поселение (Гагаринский район)
Ма́льцевское се́льское поселе́ние — упразднённое муниципальное образование в составе Гагаринского района Смоленской области России.
Административный центр — деревня Мальцево.
К 1 января 2019 года все населённые пункты вошли в Никольское сельское поселение.

## Географические данные
- Общая площадь: 140 км²
- Расположение: восточная часть Гагаринского района
- Граничит:
  - на севере — с Акатовским сельским поселением
  - на востоке — с Московской областью
  - на юге — с Токаревским сельским поселением
  - на западе — с Никольским сельским поселением
- По территории поселения проходит автомобильная дорога М1 «Беларусь».
- По территории поселения проходит железная дорога Москва — Минск, имеется платформа Батюшково.
- Крупная река: Воря.

## История
Образовано 2 декабря 2004 года.

## Население
| 2007 | 2011 | 2012 | 2013 | 2014 | 2015 | 2016 |
| ---- | ---- | ---- | ---- | ---- | ---- | ---- |
| 405  | ↘370 | ↘345 | ↗347 | ↘340 | ↘331 | ↘326 |
| 2017 | 2018 | 2019 |      |      |      |      |
| ↗333 | ↘326 | ↗334 |      |      |      |      |

## Состав поселения
В состав поселения входят следующие населённые пункты:
- Деревня Мальцево — административный центр
- Батюшково, деревня
- Батюшково, посёлок
- Будаево, деревня
- Величково, деревня
- Ветцы, деревня
- Дитятино, деревня
- Ефремово, деревня
- Коренное, деревня
- Колесники, деревня
- Кузнечики, деревня
- Рябцево, деревня
- Самково, деревня

## Местное самоуправление
Главой поселения и Главой администрации является Фелнер Лариса Анатольевна  (недоступная ссылка).